# Icebreaker: A Viking Voyage
Icebreaker: A Viking Voyage este un joc video dezvoltat de Nitrome, care a fost publicat de Rovio Entertainment în cadrul programului Rovio Stars.  Cu toate acestea, în aprilie 2014, jocul este publicat de Nitrome și nu mai este publicat de Rovio Stars de comun acord. 
Jocul a fost lansat pe iOS în iunie 2013 și a fost lansat pe Android în mai 2014. 
Povestea este că un vânt de gheață a cuprins vikingi departe, lăsându-i blocați în toată țara și înconjurați de capcane mortale și dușmani periculoși. Jucătorul trebuie să salveze vikingii prin aducerea lor înapoi la barcă.

## Episoade
| Episodul       | Nivelurile             | Data lansării | Șeful             |
| -------------- | ---------------------- | ------------- | ----------------- |
| 1. Hammerfest  | De la 1-1 până la 1-19 | 20 iunie 2013 | Niciunul          |
| 2. Troll Marsh | De la 2-1 până la 2-39 | 20 iunie 2013 | Muntele Trolului  |
| 3. Under Dwell | De la 3-1 până la 3-38 | 20 iunie 2013 | Șarpele           |
| 4. Kraken      | De la 4-1 până la 4-40 | 7 mai 2014    | Kraken (Creierul) |

## Gameplay
Gameplay-ul este să tai obiecte precum gheața, lemnul, piatra sau frânghiile în scopul de salva vikingii.